# Hans Werner Lissmann
Hans Werner Lissmann, né le 30 avril 1909 à Mykolaïv en Ukraine dans l'Empire russe et mort le 21 avril 1995 à Cambridge en Angleterre, est un ichtyologiste britannique, d'origine russe et allemande.